# 和平使命纪念章
和平使命纪念章是中华人民共和国中央军事委员会根据2010年5月4日修订的《中国人民解放军纪律条令》第七十四条规定设立、并于2011年8月1日起启用的纪念章。

## 授予原则
颁发给执行联合国维持和平行动、联合反恐、联合军演、援外活动等军事任务的军官、文职干部和士兵。